# Ugolino i Vandino Vivaldi
|  | Aquest article tracta sobre Ugolino i Vandino Vivaldi. Vegeu-ne altres significats a «Vivaldi (desambiguació)». |

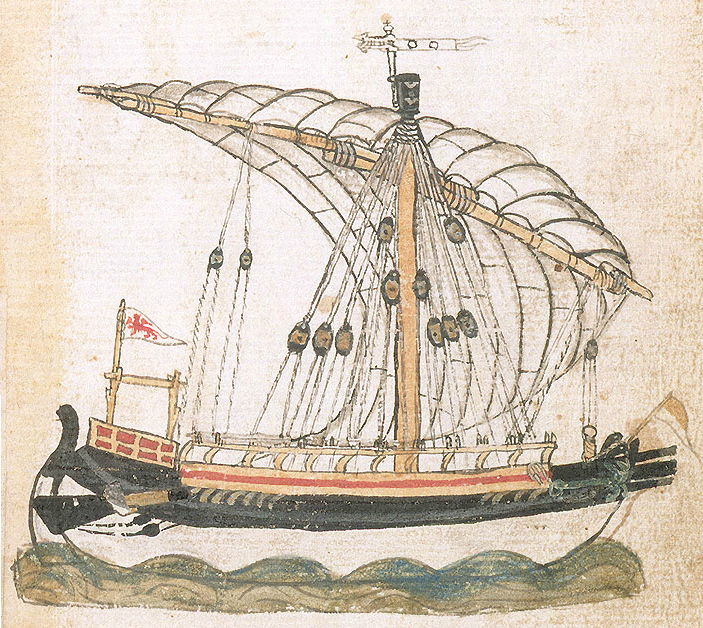
Galera del segle XV

Els germans Ugolino i Vadino (o Guido) Vivaldi (dates i llocs de naixement i mort incerts) van ser dos comerciants i navegants genovesos del segle xiii recordats per haver intentant aconseguir una nova ruta per mar cap a l'Índia. L'expedició va desaparèixer sense deixar rastre i fou un dels primers viatges documentats que va salpar des del Mediterrani cap a l'Atlàntic des de la caiguda de l'Imperi Romà d'Occident al segle v d.C.
En la primavera de 1291 es van embarcar a Gènova amb subministraments per a deu anys amb la intenció d'arribar a l'Índia per mar. L'expedició va ser finançada per Teodisio Doria i estava pilotada per marins mallorquins. En dues galeres, van navegar al llarg de la costa de l'actual Marroc després de passar per l'estret de Gibraltar. Cap a on van anar després és un destí desconegut: és possible que solament haguessin seguit la costa africana fins al cap Nun, que intentessin navegar cap a l'oest a través de l'Atlàntic, o que, potser, haguessin aconseguit circumnavegar el continent africà.